# Ždánov (okres Domažlice)
Ždánov (německy Tannawa, v chodském nářečí Zdanovo) je obec v okrese Domažlice v Plzeňském kraji. Žije v ní 147 obyvatel.

## Historie
První písemná zmínka o obci pochází z roku 1579.

## Obyvatelstvo
| Rok            | 1869 | 1880 | 1890 | 1900 | 1910 | 1921 | 1930 | 1950 | 1961 | 1970 | 1980 | 1991 | 2001 | 2011 | 2021 |
| -------------- | ---- | ---- | ---- | ---- | ---- | ---- | ---- | ---- | ---- | ---- | ---- | ---- | ---- | ---- | ---- |
| Počet obyvatel | 298  | 278  | 263  | 290  | 326  | 340  | 275  | 161  | 168  | 127  | 107  | 109  | 119  | 147  | 149  |
| Počet domů     | 43   | 47   | 48   | 48   | 54   | 54   | 55   | 54   | 39   | 36   | 34   | 43   | 47   | 56   | 60   |

## Obecní správa
Mezi lety 1850–1984 byl Ždánov obcí v okrese Domažlice. Od 1. ledna 1985 do 23. listopadu 1990 patřil jako část obce k Draženovu a od 24. listopadu 1990 je opět samostatnou obcí.

## Pamětihodnosti
- Ždánovský zámek postavili v letech 1728–1731 pivoňští augustiniáni. Po zrušení kláštera zámek se dvorem spravoval náboženský fond, od kterého se od roku 1800 dostal do rukou soukromých majitelů, kteří ve dvoře vyráběli kameninové zboží. Po druhé světové válce zámek využívalo místní jednotné zemědělské družstvo ke kulturním účelům.[7][8]
- Kaple blaženého Kolomana
- Socha svatého Augustina
- Přírodní rezervace Postřekovské rybníky